# Pylopagurus
Pylopagurus is een geslacht van kreeftachtigen uit de klasse van de Malacostraca (hogere kreeftachtigen).

## Soorten
- Pylopagurus discoidalis (A. Milne-Edwards, 1880)
- Pylopagurus gorei McLaughlin & Lemaitre, 2001
- Pylopagurus holmesi Schmitt, 1921
- Pylopagurus macgeorgei McLaughlin & Lemaitre, 2001
- Pylopagurus pattiae Lemaitre & Campos, 1993